# Виринниця ставкова
Виринниця ставкова (Callitriche stagnalis) — вид губоцвітих рослин родини подорожникових.

## Поширення, екологія
Росте по всій Європі, у північно-західній Африці (Мадейра, Азорські й Канарська острови, Алжир Марокко, Туніс), Західній Азії (Туреччина, Грузія, Азербайджан). Вид натуралізований та інтродукований до пд. Канади й США, Австралії, Нової Каледонії і Нової Зеландії.
Полюбляє не дуже глибокі струмки, ставки і водно-болотні угіддя, а також дуже вологі ґрунти, як правило на піщаних або торф'яних берегах річок і озер; висотний діапазон: 10–2000 м.
В Україні зростає в стоячих водоймах, в тому числі гірських лісових озерах, на вологих і заволожених місцях — зрідка в Закарпатті, лісових і лісостепових районах, гірському Криму.

## Морфологія
Ця однорічна трав'яниста однодомна рослина, що вкорінюється в субстрат на мілководді або в бруд поруч із водоймами. Стрункі стебла досягають поверхні і утворюють плавучі килимки листя. Стебла понад 30 см завдовжки та 0.4–1.1 мм у діаметрі, зелені або жовтувато-зелені. Чоловічі й жіночі квітки на одній рослині; вони дуже крихітні й білуваті, поодинокі. Плоди 1.1–1.8 × 1.2–1.6 мм довжиною і шириною 1.07–1.25, обернено-яйцюваті або майже круглі, сидячі або майже сидячі. Півплоди розбіжні, розділені глибокою виїмкою, світло-коричневого кольору. 2n = 10.

## Використання
Цей вид часто продають для оформлення ставків.

## Галерея

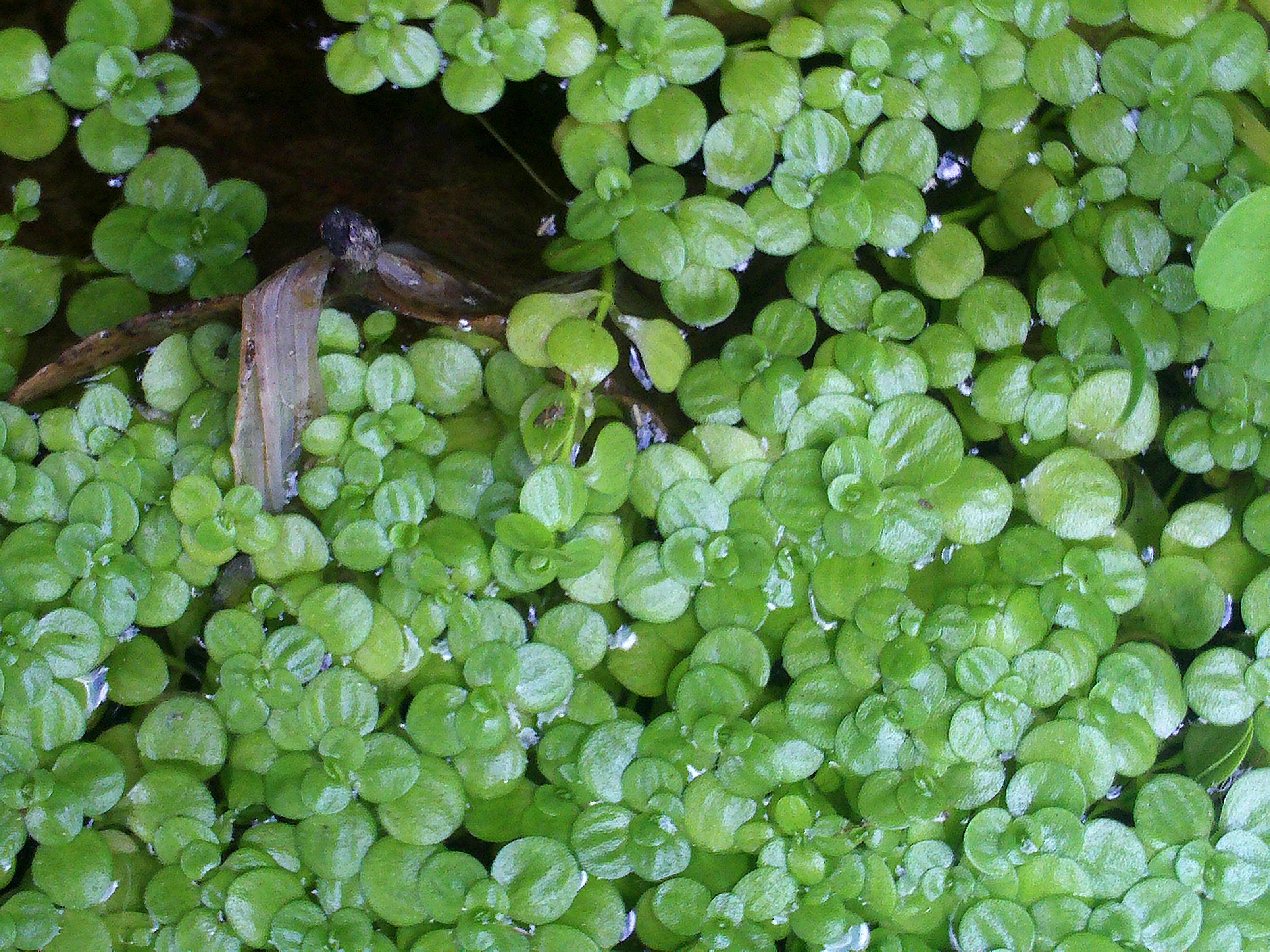
рослина в середовищі проживання
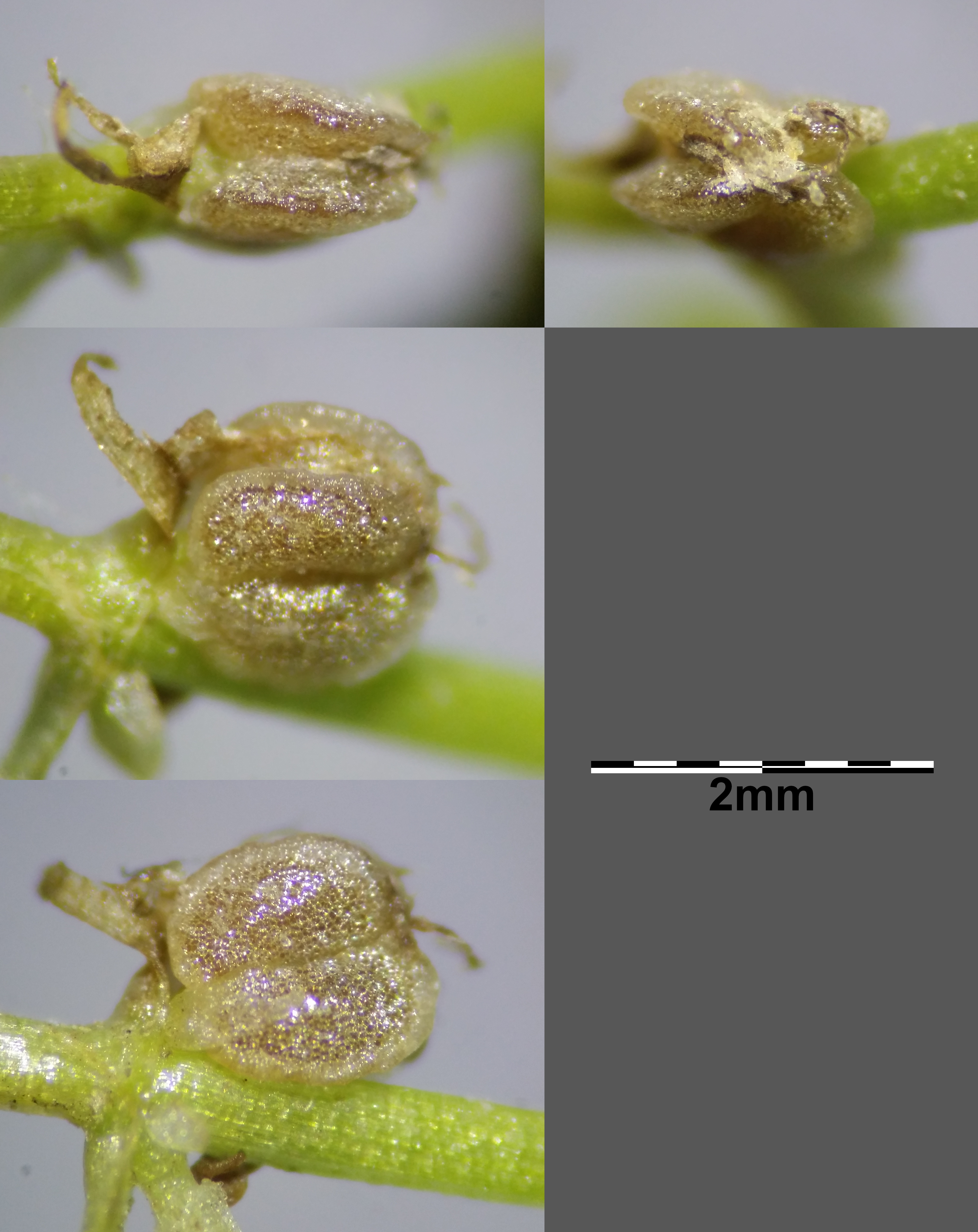
плід
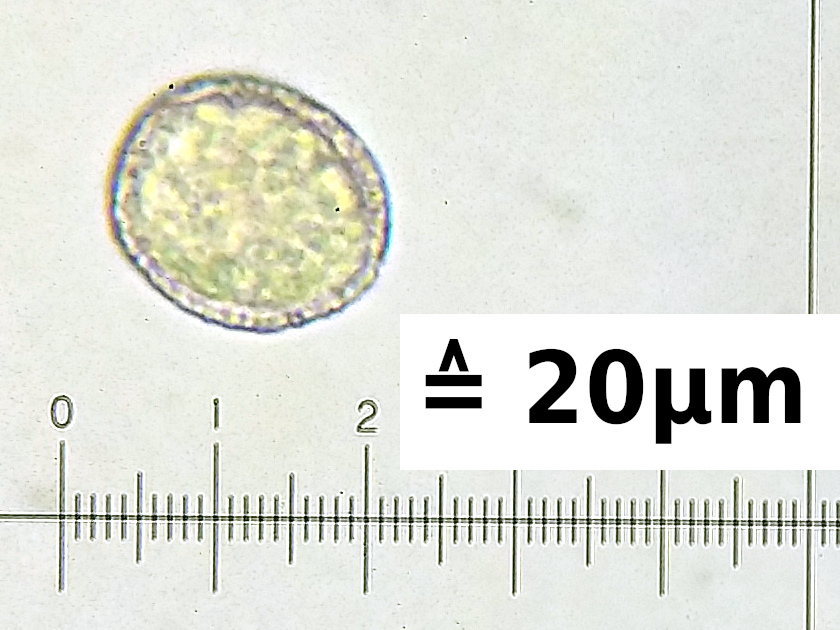
пилок
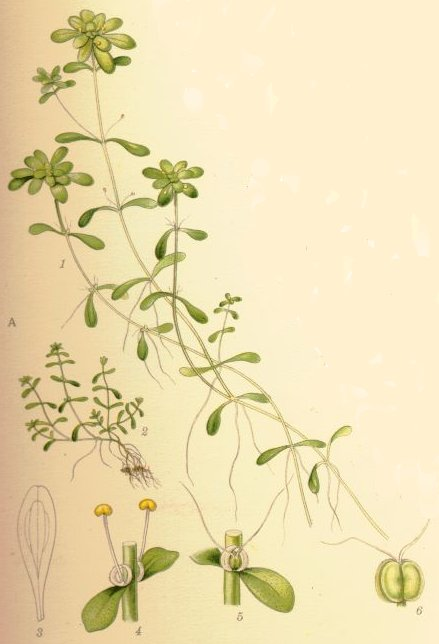
ілюстрація